# Мехренцев, Анатолий Александрович
Анато́лий Алекса́ндрович Ме́хренцев (2 августа 1925 — 7 января 1985) — организатор производства и государственный деятель, Герой Социалистического Труда (1976), председатель Свердловского облисполкома (1977—1985).

## Биография
Родился 2 августа 1925 года в деревне Парашино Кунгурского округа Уральской области. После окончания семилетней школы (в 1940 году) поступил в Кунгурский машиностроительный техникум.
В декабре 1942 года мобилизован в Красную Армию, сначала учился в Молотовском военно-морском авиационно-техническом училище, затем служил авиамехаником на Тихоокеанском флоте. Принимал участие в боевых действиях против Японии и в Корее. Награждён медалью «За боевые заслуги» (26.11.1945).
В октябре 1952 года демобилизован и вернулся в Кунгур, где продолжил учёбу в техникуме. В 1952—1957 гг. учился в УПИ им. С. М. Кирова на механическом факультете по специальности «технология машиностроения», инженер-механик. Во время учёбы был комсоргом факультета и секретарём комитета ВЛКСМ института.
После окончания УПИ им. С. М. Кирова в 1957 году сразу же получил должность заместителя начальника цеха Машиностроительного завода им. М. И. Калинина в Свердловске. С 1959 г. — заместитель главного инженера, с января 1968 г. — главный инженер завода.
Кандидат технических наук (1969).
В январе 1970 года — декабре 1975 года — директор, в декабре 1975 года — июне 1977 года — генеральный директор Машиностроительного завода им. М. И. Калинина. 29 марта 1976 года присвоено звание Героя Социалистического Труда. В июне 1977 года по инициативе первого секретаря Свердловского обкома КПСС Бориса Ельцина был избран председателем Свердловского облисполкома.
Скоропостижно скончался 7 января 1985 года в Свердловске. Похоронен на Широкореченском кладбище.

## Участие в работе центральных органов власти
- депутат Совета Союза Верховного Совета СССР 10-11 созывов (1979—1989) от Свердловской области[2];
- делегат XXV—XXVI съездов КПСС.

## Награды
- Герой Социалистического Труда (29.03.1976)
- 2 ордена Ленина (26.04.1971, 29.03.1976)
- орден «Знак Почёта» (22.07.1966)
- медали: «За боевые заслуги» (ноябрь 1945), «За победу над Японией» (июнь 1946), «XXX лет Советской Армии и Флота» (август 1948), «Двадцать лет победы в Великой Отечественной войне 1941—1945 гг.» (май 1965), «50 лет Вооружённых Сил СССР» (декабрь 1967), «За доблестный труд. В ознаменование 100-летия со дня рождения В. И. Ленина» (ноябрь 1969), «60 лет Вооружённых Сил СССР» (январь 1978)
- Государственная премия СССР (июнь 1971)
- Почётная грамота Президиума Верховного Совета РСФСР (ноябрь 1973)

## Наследие
В 2001 году постановлением Правительства Свердловской области учрежден «Почетный диплом правительства Свердловской области имени Анатолия Александровича Мехренцева». С 2003 года ежегодно почетный диплом присуждается постановлением Правительства Свердловской области директорам предприятий за эффективное руководство и реализацию социальных программ.
С 2003 года его имя носит улица в г. Кунгур.
12 мая 2010 года именем Анатолий Мехренцева была названа одна из екатеринбургских улиц в Академическом районе .

## Семья
Дочь — Мехренцева Наталья Анатольевна, доцент кафедры судебной деятельности Уральского государственного юридического университета, кандидат юридических наук.